# Jimmy Muguwa
Jimmy Muguwa (ur. 1954 – zm. 8 września 2022) – ugandyjski piłkarz grający na pozycji pomocnika. W swojej karierze grał w reprezentacji Ugandy.

## Kariera klubowa
W swojej karierze piłkarskiej Muguwa grał w klubach: Uganda Commercial Bank FC i Express FC.

## Kariera reprezentacyjna
W 1976 roku Muguwa został powołany do reprezentacji Ugandy na Puchar Narodów Afryki 1976. Zagrał w nim w dwóch meczach grupowych: z Egiptem (1:2) i z Gwineą (1:2), w którym strzelił gola.
W 1978 roku Muguwa został powołany do kadry na Puchar Narodów Afryki 1978. W tym turnieju był rezerwowym i nie rozegrał żadnego spotkania. Z Ugandą wywalczył wicemistrzostwo Afryki.